# Internationaux de Strasbourg 2019 - Qualificazioni singolare
Le qualificazioni del singolare dell'Internationaux de Strasbourg 2019 sono state un torneo di tennis preliminare per accedere alla fase finale della manifestazione. Le vincitrici dell'ultimo turno sono entrate di diritto nel tabellone principale. In caso di ritiro di una o più giocatrici aventi diritto a queste sono subentrate le lucky loser, ossia le giocatrici che hanno perso nell'ultimo turno ma che avevano una classifica più alta rispetto alle altre partecipanti che avevano comunque perso nel turno finale.

## Teste di serie
1. Astra Sharma (qualificata)
2. Laura Siegemund (qualificata)
3. Han Xinyun (qualificata)
4. Jessika Ponchet (ritirata)
5. Ma Shuyue (primo turno)
6. Sesil Karatantcheva (primo turno)

1. Ellen Perez (primo turno)
2. Alexandra Cadanțu (primo turno)
3. Jamie Loeb (primo turno)
4. Jaqueline Cristian (ultimo turno)
5. Diāna Marcinkēviča (ultimo turno, Lucky loser)
6. Renata Zarazúa (qualificata)

## Qualificate
1. Astra Sharma
2. Laura Siegemund
3. Han Xinyun

1. Marie Benoît
2. Marta Kostyuk
3. Renata Zarazúa

### Lucky loser
1. Diāna Marcinkēviča

## Tabellone

### Sezione 1
|  | Primo turno | Primo turno       | Primo turno    | Primo turno | Primo turno |  |  | Ultimo turno | Ultimo turno  | Ultimo turno  | Ultimo turno | Ultimo turno |  |
|  |             |                   |                |             |             |  |  |              |               |               |              |              |  |
|  | 1           | Astra Sharma      | Astra Sharma   | 6           | 6           |  |  |              |               |               |              |              |  |
|  |             | Réka Luca Jani    | Réka Luca Jani | 2           | 1           |  |  | 1            | Astra Sharma  | Astra Sharma  | 6            | 6            |  |
|  |             | Maria Sanchez     | 4              | 6           | 6           |  |  |              | Maria Sanchez | Maria Sanchez | 3            | 2            |  |
|  | 8           | Alexandra Cadanțu | 6              | 0           | 3           |  |  |              |               |               |              |              |  |

### Sezione 2
|  | Primo turno | Primo turno        | Primo turno        | Primo turno | Primo turno |  |  | Ultimo turno | Ultimo turno       | Ultimo turno | Ultimo turno | Ultimo turno |  |
|  |             |                    |                    |             |             |  |  |              |                    |              |              |              |  |
|  | 2           | Laura Siegemund    | Laura Siegemund    | 6           | 6           |  |  |              |                    |              |              |              |  |
|  |             | Andrea Gámiz       | Andrea Gámiz       | 0           | 1           |  |  | 2            | Laura Siegemund    | 1            | 6            | 6            |  |
|  |             | Valeriya Strakhova | Valeriya Strakhova | 6           | 6           |  |  |              | Valeriya Strakhova | 6            | 1            | 0            |  |
|  | 9           | Jamie Loeb         | Jamie Loeb         | 1           | 1           |  |  |              |                    |              |              |              |  |

### Sezione 3
|  | Primo turno | Primo turno        | Primo turno        | Primo turno | Primo turno |  |  | Ultimo turno | Ultimo turno       | Ultimo turno       | Ultimo turno | Ultimo turno |  |
|  |             |                    |                    |             |             |  |  |              |                    |                    |              |              |  |
|  | 3           | Han Xinyun         | 6                  | 3           | 6           |  |  |              |                    |                    |              |              |  |
|  |             | Eri Hozumi         | 4                  | 6           | 1           |  |  | 3            | Han Xinyun         | Han Xinyun         | 6            | 6            |  |
|  | WC          | Audrey Albié       | Audrey Albié       | 3           | 1           |  |  | 11           | Diāna Marcinkēviča | Diāna Marcinkēviča | 2            | 2            |  |
|  | 11          | Diāna Marcinkēviča | Diāna Marcinkēviča | 6           | 6           |  |  |              |                    |                    |              |              |  |

### Sezione 4
|  | Primo turno | Primo turno     | Primo turno     | Primo turno | Primo turno |  |  | Ultimo turno | Ultimo turno    | Ultimo turno    | Ultimo turno | Ultimo turno |  |
|  |             |                 |                 |             |             |  |  |              |                 |                 |              |              |  |
|  | WC          | Evita Ramirez   | Evita Ramirez   | 0           | 1           |  |  |              |                 |                 |              |              |  |
|  | WC          | Émeline Dartron | Émeline Dartron | 6           | 6           |  |  | WC           | Émeline Dartron | Émeline Dartron | 2            | 64           |  |
|  |             | Marie Benoît    | Marie Benoît    | 6           | 6           |  |  |              | Marie Benoît    | Marie Benoît    | 6            | 7            |  |
|  | 7           | Ellen Perez     | Ellen Perez     | 4           | 4           |  |  |              |                 |                 |              |              |  |

### Sezione 5
|  | Primo turno | Primo turno        | Primo turno   | Primo turno | Primo turno |  |  | Ultimo turno | Ultimo turno       | Ultimo turno       | Ultimo turno | Ultimo turno |  |
|  |             |                    |               |             |             |  |  |              |                    |                    |              |              |  |
|  | 5           | Ma Shuyue          | Ma Shuyue     | 5           | 2           |  |  |              |                    |                    |              |              |  |
|  |             | Marta Kostyuk      | Marta Kostyuk | 7           | 6           |  |  |              | Marta Kostyuk      | Marta Kostyuk      | 6            | 6            |  |
|  |             | Abbie Myers        | 67            | 6           | 3           |  |  | 10           | Jaqueline Cristian | Jaqueline Cristian | 1            | 2            |  |
|  | 10          | Jaqueline Cristian | 7             | 4           | 6           |  |  |              |                    |                    |              |              |  |

### Sezione 6
|  | Primo turno | Primo turno         | Primo turno     | Primo turno | Primo turno |  |  | Ultimo turno | Ultimo turno   | Ultimo turno | Ultimo turno | Ultimo turno |  |
|  |             |                     |                 |             |             |  |  |              |                |              |              |              |  |
|  | 6           | Sesil Karatantcheva | 4               | 7           | 4           |  |  |              |                |              |              |              |  |
|  | WC          | Diane Parry         | 6               | 5           | 6           |  |  | WC           | Diane Parry    | 2            | 6            | 2            |  |
|  |             | Katarzyna Piter     | Katarzyna Piter | 5           | 1           |  |  | 12           | Renata Zarazúa | 6            | 3            | 6            |  |
|  | 12          | Renata Zarazúa      | Renata Zarazúa  | 7           | 6           |  |  |              |                |              |              |              |  |